# Goliath (Six Flags Great America)
Goliath in Six Flags Great America (Gurnee, Illinois, USA) ist eine Holzachterbahn vom Hersteller Rocky Mountain Construction, die am 19. Juni 2014 eröffnet wurde.
Die 944,9 m lange Strecke erreicht eine Höhe von 50,3 m und verfügt über eine 54,9 m hohe erste Abfahrt mit einer Neigung von 85°. Als Besonderheit besitzt die Bahn zwei Tunnel, eine übergeneigte Kurve, einen Dive-Loop sowie einen Zero-g-Stall.

## Züge
Goliath besitzt zwei Züge  mit jeweils sechs Wagen. In jedem Wagen können vier Personen (zwei Reihen à zwei Personen) Platz nehmen.